# Герхард фон Рененберг
Герхард фон Рененберг (на немски: Gerhard von Rennenberg; † 1270) е господар на замък Рененберг над Линц ам Райн в Рейнланд-Пфалц.

## Произход
Той е син на Конрад фон Рененберг († 1249) и внук на граф Хайнрих фон Хюкесваген († 1205). Брат е на Херман I фон Рененберг († сл. 1259), господар на замък Рененберг, Арнолд I фон Рененберг († сл. 1262), Конрад фон Рененберг († сл. 1256), дякон на катедралата в Кьолн, Ото фон Рененберг, приор в Св. Андреас в Кьолн, и Гуда фон Рененберг, омъжена за Арнолд фон Хамерщайн, бургграф на Райнек († сл. 1288).
През 1217 г. Герхард е споменат с баща му и братята му в документ за замък Рененберг на архиепископ Енгелберт I фон Кьолн († 1225).
Благородническата фамилия фон Рененберг измира през 1585 г.

## Фамилия
Герхард фон Рененберг се жени за Бенедикта Валподе фон дер Нойербург († 1270), дъщеря на Ламберт Мударт Валподе фон дер Нойербург († сл. 1219). Те имат петнадесет деца:
- Юта фон Рененберг († сл. 1297), омъжена за Йохан I фон Билщайн, маршал на Вестфалия († 8 април 1310)
- Елиза фон Рененберг († сл. 1290), омъжена за Херман I фон Хелфенщайн († ок. 1294)
- Рорих I фон Рененберг († между 1292/1301), господар на Рененберг, женен I. пр. 1255 г. за Алверадис († сл. 1255), II. сл. 1255 г. за Мехтилд фон Вирнебург († сл. 1285)
- Беатрикс фон Рененберг († сл. 1258), омъжена за фрайхер Фридрих фон Дерн († сл. 1275)
- Герхард († сл. 1249)
- Ламберт († сл. 1274)
- Гумперт
- Лудвиг († сл. 1309), женен за Гертруд фон Шуфенберг († сл. 1270)
- Арнолд († сл. 1296)
- Хайнрих († сл. 1292)
- Демудис († 1280), канонеса в Св. Урсула в Кьолн
- Бенедикта († сл. 1257), канонеса в Св. Цецелия в Кьолн
- Гуда († 1304), абатиса на Торн
- Мехтилд/ Матилда († 1306), приорес в Есен-Релингсхаузен
- Елиза († сл. 1292), канонеса в Есен